# Лопес, Росвита
Росвита Лопес (исп. Roswitha Lopez; род. 13 ноября 1969) — арубская синхронистка. Участница летних Олимпийских игр 1988 года.

## Биография
Росвита Лопес родилась 13 ноября 1969 года.
В 1982—1988 годах выступала в соревнованиях по синхронному плаванию за арубский клуб «Барракуда», в 1989—1995 годах — за амстердамский «Долфийн».
В 1986 году участвовала в чемпионате мира по водным видам спорта в Мадриде. В одиночном разряде заняла 24-е место (145,5830 балла), в соревнованиях дуэтов в паре с Иветте Тёйс — 20-е место (144,6340).
В 1988 году вошла в состав сборной Арубы на летних Олимпийских играх в Сеуле. В одиночном разряде заняла в квалификации последнее, 18-е место, набрав 150,683 балла и уступив 23,500 балла худшей из попавших в финал Герлинд Шеллер из ФРГ. В соревнованиях дуэтов в паре с Иветте Тёйс заняла в квалификации последнее, 15-е место, набрав 151,975 балла и уступив 23,025 балла худшим из попавших в финал Сусане Кандини и Лурдес Кандини из Мексики.
В 1995 году окончила Амстердамский университет прикладных наук по специальности «физиотерапия». В 1996—2002 годах работала на Арубе, затем перебралась в Нидерланды, где продолжила заниматься физиотерапией.